# Ceratophrys aurita
Ceratophrys aurita es una especie de anfibio anuro de la familia Ceratophryidae.

## Distribución geográfica
Esta especie es endémica del sureste de Brasil. Habita hasta 1000 m sobre el nivel del mar en:
- sureste de Bahía;
- el estado de Espírito Santo;
- el estado de Río de Janeiro;
- el este de Minas Gerais;
- el estado oriental de São Paulo;
- el este de Paraná;
- el este de Santa Catarina;
- el noreste de Rio Grande do Sul.[5]

## Publicación original
- Raddi, 1823: Continuazione della descrizione dei rettili Brasiliani. Memorie di Matematica e di Fisica della Società Italiana delle Scienze residente in Modena, vol. 19, fasc. 1, p. 58-73[6]